# Short track ai VII Giochi asiatici invernali - 1500 metri maschili
La specialità dei 1500 metri maschili di short track dei VII Giochi asiatici invernali si è svolta il 31 gennaio 2011 al Velodromo Saryarka di Astana, in Kazakistan.

## Risultati

### Batterie

#### Gruppo 1
| Class | Atleti                       | Tempo    | Note |
| ----- | ---------------------------- | -------- | ---- |
| 1     | Song Weilong (CHN)           | 2:32.185 | QA   |
| 2     | Noh Jin-kyu (KOR)            | 2:32.196 | QA   |
| 3     | Daisuke Uemura (JPN)         | 2:32.728 | QA   |
| 4     | Nurbergen Zhumagaziyev (KAZ) | 2:50.300 | QB   |
| 5     | Wang Yang-chun (TPE)         | 2:50.415 | QB   |
| —     | Ganbatyn Mönkh-Amidral (MGL) | PEN      |      |

#### Gruppo 2
| Class | Atleti                | Tempo    | Note |
| ----- | --------------------- | -------- | ---- |
| 1     | Yuzo Takamido (JPN)   | 2:19.707 | QA   |
| 2     | Liu Xianwei (CHN)     | 2:20.152 | QA   |
| 3     | Um Cheon-ho (KOR)     | 2:20.258 | QA   |
| 4     | Aidar Bekzhanov (KAZ) | 2:22.984 | QB   |
| 5     | Barton Lui (HKG)      | 2:23.278 | QB   |
| 6     | Yang Shun-fan (TPE)   | 2:25.039 | QB   |

### Finali

#### Finale B
| Class | Atleti                       | Tempo    |
| ----- | ---------------------------- | -------- |
| 1     | Nurbergen Zhumagaziyev (KAZ) | 2:42.007 |
| 2     | Barton Lui (HKG)             | 2:42.857 |
| 3     | Wang Yang-chun (TPE)         | 2:43.015 |
| 4     | Yang Shun-fan (TPE)          | 2:44.000 |
| —     | Aidar Bekzhanov (KAZ)        | DNS      |

#### Finale A
| Class   | Atleti               | Tempo    |
| ------- | -------------------- | -------- |
| Oro     | Noh Jin-kyu (KOR)    | 2:18.998 |
| Argento | Um Cheon-ho (KOR)    | 2:19.337 |
| Bronzo  | Liu Xianwei (CHN)    | 2:19.622 |
| 4       | Daisuke Uemura (JPN) | 2:20.270 |
| 5       | Yuzo Takamido (JPN)  | 2:20.365 |
| —       | Song Weilong (CHN)   | PEN      |